# Крона Богемии и Моравии
Кро́на (чеш. koruna, нем. Krone) — денежная единица протектората Богемии и Моравии. Разменная монета — геллер (чеш. halíř [галирж], нем. Heller [геллер]). Введена в обращение в 1939 году вместо чехословацкой кроны, наряду c рейхсмаркой (1 RM = 10 крон, ранее — 6 крон).

## Монеты
В 1940 году в обращение ввели монеты в геллерах: 6 июля — 20 геллеров, 13 августа — 50 геллеров, 25 ноября — 10 геллеров. 15 декабря 1941 года была выпущена монета достоинством в 1 крону. Монеты протектората чеканились на мебельной фабрике Vichr & Co. в городке Лиса-над-Лабем из технического цинка. Реверс монет протектората был похож на реверс ранних чехословацких монет.
Монеты протектората некоторое время продолжали использоваться после освобождения Чехословакии: 50 геллеров — до 29 февраля 1948 года, 20 геллеров — до 31 мая 1948 года, 10 геллеров и 1 крона— до 31 декабря 1951 года.
| Номинал     | Тираж       | Изображение | Описание |
| ----------- | ----------- | ----------- | --- |
| 10 геллеров | 82,114,000  |             | Масса: 1.88 гр Диаметр: 17 мм Толщина: 1.3 мм Гурт: гладкий Состав: 100% цинк Аверс: надпись Böhmen und Mahren ČECHY A MORAVA вокруг льва Реверс: номинал, Карлов мост Годы выпуска: 1940-1944                  |
| 20 геллеров | 106,526,000 |             | Масса: 2.63 гр Диаметр: 20 мм Толщина: 1.25 мм Гурт: гладкий Состав: 100% цинк Аверс: надпись Böhmen und Mahren ČECHY A MORAVA вокруг льва Реверс: номинал, колосья пшеницы и серп Годы выпуска: 1940-1944      |
| 50 геллеров | 53,270,000  |             | Масса: 3.7 гр Диаметр: 22 мм Толщина: 1.6 мм Гурт: рубчатый Состав: 100% цинк Аверс: надпись Böhmen und Mahren ČECHY A MORAVA вокруг льва Реверс: номинал, ветви липы и колосья пшеницы Годы выпуска: 1940-1944 |
| 1 крона     | 102,817,000 |             | Масса: 4.5 гр Диаметр: 23 мм Толщина: 2 мм Гурт: рубчатый Состав: 100% цинк Аверс: надпись Böhmen und Mahren ČECHY A MORAVA вокруг льва Реверс: номинал, ветви липы Годы выпуска: 1941-1944                     |

## Банкноты

### Чехословацкие кроны со штампом «Протекторат Богемия и Моравия»
В 1939 и 1940 году на чехословацких банкнотах номиналом в 1 и 5 крон были сделаны надпечатки названия протектората Богемии и Моравии. В 1943 году на чехословацкие банкноты достоинством в 5000 крон 1920 года эмиссии были проставлены овальные штампы красного цвета с номиналом и надписями «Национальный банк для Богемии и Моравии в Праге» на немецком и чешском языках, однако в оборот их не выпустили. Чехословацкие кроны были действительны до 1944 года.
| Изображение | Номинал (крон) | Размеры (мм) | Описание        | Описание                                                       | Период обращения           |
| Изображение | Номинал (крон) | Размеры (мм) | Лицевая сторона | Оборотная сторона                                              | Период обращения           |
| ----------- | -------------- | ------------ | --------------- | -------------------------------------------------------------- | -------------------------- |
|             | 1              | 105×59       | н/д             | н/д                                                            | с 09.02.1940 по 31.08.1940 |
|             | 5              | 130×63       | н/д             | портрет чешского поэта Йозефа Юнгмана                          | с 09.02.1940 по 31.08.1940 |
|             | 5000           | 203×112      | н/д             | девушка в национальном костюме региона Пльзень, панорама Эльбы | не выпущена                |

### Банкноты регулярной эмиссии
С 1940 года начались регулярные казначейские эмиссии, выпускались банкноты достоинством в 1, 5, 50 и 100 крон, с 1942 года — 10 крон и с 1944 года — 20 крон. В 1942 году Национальный банк ввёл в обращение банкноты достоинством в 500 и 1000 крон, а в 1944 году — 5000 крон. Банкнота в 50 крон с 1944 года выпускалась с новым дизайном.
| Изображение | Номинал (крон) | Размеры (мм) | Описание                                                                                                | Описание          | Дата эмиссии |
| Изображение | Номинал (крон) | Размеры (мм) | Лицевая сторона                                                                                         | Оборотная сторона | Дата эмиссии |
| ----------- | -------------- | ------------ | --- | ----------------- | ------------ |
|             | 1              | 105×59       | н/д | н/д               | 1940         |
|             | 5              | 130×63       | н/д | н/д               | 1940         |
|             | 10             | 150×69       | н/д | н/д               | 1942         |
|             | 20             | 157×72       | н/д | н/д               | 1944         |
|             | 50             | 177×75       | н/д | н/д               | 1940         |
|             | 50             | 165×75       | изображение девушки в словацком национальном костюме                                                    | н/д               | 1944         |
|             | 100            | 170×83       | панорама Пражского Града и Карлова моста, статуя рыцаря Брунцвика, название государства, номинал и герб | н/д               | 1940         |
|             | 500            | 197×85       | автопортрет живописца Петра Брандля                                                                     | н/д               | 1942         |
|             | 1000           | 200×95       | бюст архитектора и скульптора Петра Парлержа, установленный в пражском соборе Святого Вита              | н/д               | 1942         |
|             | 5000           | 190×90       | голова статуи Вацлава I на Вацлавской площади в Праге                                                   | н/д               | 1944         |

После освобождения Чехословакии в мае 1945 года, была восстановлена чехословацкая крона, заменившая крону протектората. Банкноты протектората Богемии и Моравии были изъяты из обращения 1 ноября 1945 года.